# Michel Sublet
Michel Sublet (1640-1720) conocido con el apodo de "Grande louve de France" (Gran lobo de Francia) por su arte y maestría en la caza, como por su buen gusto en la decoración de su palacio, enmarcando piezas que el mismo cazaba adornando cada estancia. Su prima carnal era Madame de Montespan.  
| Michel Sublet        | Michel Sublet              | Michel Sublet              |
| Información personal | Información personal       | Información personal       |
| -------------------- | -------------------------- | -------------------------- |
| Nombre secular       | Michel Ricardo Sublet      | Michel Ricardo Sublet      |
| Nacimiento           | 1640                       | 1640                       |
| Fallecimiento        | 1720 (80 años)             | 1720 (80 años)             |
| Familia              |                            |                            |
| Padre                | Michel Sublet d'Heudicourt | Michel Sublet d'Heudicourt |
| Madre                | Denise Bourlon             | Denise Bourlon             |
| Consorte             | Bonne Pons                 | Bonne Pons                 |
| Descendencia         | véase                      | véase                      |

## Primeros años
Hijo de Michel Sublet, marqués de Heudicourt y de Denise Bourlon. Era un joven apuesto y vivaz, destacaba en cada fiesta por su porte y sencillez. En 1658 después de cumplir 18 años conocería a su futura esposa la flamante Bonne  Pons amante del rey y una de las fortunas más importantes de toda Europa acumulando numerosos palacios, castillos y tierras.   

## Matrimonio e hijos
En 1666 se casó con Bonne Pons. De esta unión nacerian 4 hijos de los quales solo 3 llegarían a la edad adulta:
1. Michel Sublet de Heudicourt y Pons (1667-1668) muerto en la infancia.
2. Louise Sublet d'Heudicourt y Pons (1670-1707).
3. Augusto Sublet d'Heudicourt y Pons (1676- 1742) marqués de Heudicourt.
4. Gaston Sublet d'Heudicourt y Pons (1677-1710)

Gracias a su matrimonio Michel pudo unirse al círculo de amistades del Gran Delfín y entrar en la corte del rey Luis XIV de Francia.

## Vida en la corte
Su llegada al Palacio de Versalles fue notablemente alegre. Al casarse con Bonne se convirtió en miembro de la prestigiosa familia Pons, por lo tanto todos en la corte lo respetaban e intentaban ganarse su favor.  
A pesar de instalarse en Versalles Michel nunca abandonó el Castillo de Chambord donde los recién casados eran los anfitriones de extravagantes fiestas.    

## Caída en descracia
En uno de los salones de Versalles la marquesa de Heudicourt rebeló el paradero de los hijos ilegítimos del rey, al enterarse este los marqueses tuvieron que irse de la corte, sin poder cobrar ningún tipo de pensión real. Con la muerte de su suegro, recibieron una extensa suma de dinero, el marquesado de Baux y el señorío de Bourg-Charente.   

## Últimos años de vida
En 1709 se convirtió en el viudo más rico de todas las cortes europeas con la muerte de Bonne Pons. Murió en 1720 a los 80 años.